# クイーン・モード湾 (カナダ)
クイーンモード湾（英: Queen Maud Gulf）は、カナダ、ヌナブト準州の本土とヴィクトリア島の南東部との間に存在する湾。西端にはケンブリッジ・ベイがあり、その先はディーズ海峡につながる。東にはシンプソン海峡、北にはヴィクトリア海峡がある。
ノルウェーの探検家ロアール・アムンセンが1905年にノルウェー王妃モード・オブ・ウェールズにちなみ命名した。
一帯に広大なスゲ属の草地のある低層湿原とツンドラがあり、海域、潮間帯、三角江、三角州、河川、淡水湖など多様な地形がある。ガン類などの水鳥の営巣地として有名であり、ハヤブサ、トナカイ、ジャコウウシなども生息している。1982年5月にラムサール条約に登録された。